# Pengshan Linchang (bondby i Kina, Jiangxi Sheng, lat 29,39, long 115,74)
Pengshan Linchang är en bondby i Kina. Den ligger i provinsen Jiangxi, i den sydöstra delen av landet, omkring 80 kilometer norr om provinshuvudstaden Nanchang. Antalet invånare är 668. Befolkningen består av 327 kvinnor och 341 män. Barn under 15 år utgör 19,0 %, vuxna 15-64 år 69 %, och äldre över 65 år 10,0 %.
Runt Pengshan Linchang är det ganska tätbefolkat, med 222 invånare per kvadratkilometer. Närmaste större samhälle är Puting, 6,8 km söder om Pengshan Linchang. I omgivningarna runt Pengshan Linchang växer i huvudsak blandskog.
Genomsnittlig årsnederbörd är 2 141 millimeter. Den regnigaste månaden är maj, med i genomsnitt 334 mm nederbörd, och den torraste är januari, med 59 mm nederbörd.